# Schoenchen
Schoenchen es una ciudad ubicada en el condado de Ellis en el estado estadounidense de Kansas. En el año 2010 tenía una población de 207 habitantes y una densidad poblacional de 690 personas por km².

## Geografía
Schoenchen se encuentra ubicada en las coordenadas 38°42′48″N 99°19′51″O / 38.713244, -99.330760 (38.713244, -99.330760).

## Demografía
Según la Oficina del Censo en 2000 los ingresos medios por hogar en la localidad eran de $38,125 y los ingresos medios por familia eran $42,321. Los hombres tenían unos ingresos medios de $30,089 frente a los $20,469 para las mujeres. La renta per cápita para la localidad era de $15,768. Alrededor del 3.0% de la población estaban por debajo del umbral de pobreza.